# Имагология
 Имагология  (от лат. imagо — изображение, образ) — научная дисциплина о законах создания, функционирования и интерпретации образов «других», «чужих», инородных для воспринимающего объектов.
Имагология имеет междисциплинарный характер. Анализируя полученные из различных источников данные, имагология стремится к их обобщению и выявлению внутри национального сознания общих представлений о внешних объектах.
В научной литературе используются также термины «имагогика» (в работах психологов), «имиджелогия», «имэджинология» и др. Наименование «имиджелогия» иногда употребляется социологами в более узком смысле, для обозначения научной дисциплины, изучающей имидж — искусственно сконструированные образы. С. К. Милославская предлагает русский вариант наименования имагологии — «образоведение».

## Имагология в литературоведении и языкознании
Имагология начала формироваться в XX веке. Основой для подобных исследований стали работы в области сравнительного литературоведения. Базовые идеи имагологии присутствуют уже в трудах А. Н. Веселовского. В сравнительном литературоведении имагология изучает возможности передачи литературных образов при переводе с одного языка на другой язык. Одна из практических задач имагологии — создать для практикующих преподавателей методики, которые позволяют формировать при обучении иностранному языку адекватные представления о тех реалиях, которые отсутствуют в культуре учащегося.

## Эстетико-психологическое направление имагологии
Данное направление основано итальянским психологом А. Менегетти. Труды Менегетти и его последователей направлены на исследование представлений творческой личности о себе и «другом», выведении бессознательных образов на сознательный уровень.

## Историческая имагология
Историческая имагология изучает существовавшие в прошлом образы и стереотипы восприятия окружающего мира. Здесь имагология выступает как направление исторической антропологии. В России развитие исторической имагологии началось на рубеже 1980-90-х годов параллельно в нескольких научных центрах (МГУ, РГГУ, ИВИ РАН и др.). Имагологическая проблематика — предмет работы междисциплинарного научного семинара «Россия и мир: проблемы взаимовосприятия», проводимого Центром по изучению отечественной культуры Института российской истории РАН. М. Ю. Андрейчева предложила в рамках исторической имагологии выделить в отдельное направление религиозную имагологию.

## Политологическая имагология
Имагология как отрасль политологии изучает политические технологии, закономерности развития и формирования руководительских способностей. Как наука начала формироваться в конце 1950-х годов. В области политической имагологии эксплицируются основополагающие идеи природы политического лидерства и политического управления, а также политической психологии, политической этики, политической литературы и т. п. Имагология также рассматривает вопросы циркуляции политических элит, вопросы ресурсов власти и т. д.

## Интересные факты
- «Имагология» — название одной из глав части 3 романа чешско-французского писателя Милана Кундеры «Бессмертие».

### Книги
- Россия и Запад. Формирование внешнеполитических стереотипов в сознании российского общества первой половины XX века. / Отв. ред. А. В. Голубев. — М., 1998.
- Миры образов — образы мира / Bilderwelten — Weltbilder: Справочник по имагологии / пер. с нем. М. И. Логвинова, Н. В. Бутковой. — Волгоград: Перемена, 2003. — 93 с.
- Бойцов М. А. Величие и смирение. Очерки политического символизма в средневековой Европе. — М.: Российская политическая энциклопедия (РОССПЭН), 2009. — 550 с.
- Образы России в мире. / В. В. Барабаш, Г. А. Бордюгов, Е. А. Котеленец. — М.: Ассоциация исследователей российского общества, 2010. — 296 с.
- Журавлёва В. И. Понимание России в США: образы и мифы 181—1914. — М.: РГГУ, 2012. — 1136 с.
- Поляков О. Ю., Полякова О. А. Имагология: теоретико-методологические основы. — Киров: ООО «Радуга-ПРЕСС», 2013. — 162 с.
- Милославская С. К. Русский язык как иностранный в истории становления европейского образа России. М.2008; М. 2012.
- Россия в литературе Запада: Коллективная монография / Отв. ред. В. П. Трыков. — М.: МПГУ, 2017. — 252 с.
- Трыков В. П. Россия в литературе Франции. — М.: МПГУ, 2019. — 148 с.

### Статьи
- Бойцов М. А. Что такое потестарная имагология? // Власть и образ. Очерки потестарной имагологии / Под ред. М. А. Бойцова и Ф. Б. Успенского. — СПб., 2010. — С. 5—37.
- Ощепков А. Р. Имагология Архивная копия от 15 марта 2016 на Wayback Machine // Знание. Понимание. Умение. — 2010. — № 1. — С. 251—253.
- Папилова Е. В. Имагология как гуманитарная дисциплина // Вестник МГГУ имени М. А. Шолохова. Филологические науки. — 2011. — № 4. — С. 31—40.
- Сенявский А. С., Сенявская Е. С. Историческая имагология и проблема формирования «образа врага» (на материалах российской истории XX века) // Вестник РУДН. — 2006. — № 2(6). — С. 54—72.
- Трыков В. П. Имагология и имагопоэтика // Знание. Понимание. Умение. — 2015. — № 3. — С. 120—129.
- Хорев В. А. Имагология и изучение русско-польских литературных связей // Поляки и русские в глазах друг друга. / Отв. ред. В. А. Хорев. — М., 2000. — С. 22—32.